# Coppa di Serbia (pallacanestro femminile)
La Coppa di Serbia di pallacanestro femminile, nota anche come Coppa Milan Ciga Vasojević, è un trofeo nazionale serbo organizzato annualmente dal 2003 (allora Coppa di Serbia e Montenegro).

## Albo d'oro

### Coppa di Serbia e Montenegro
- 2003  Stella Rossa
- 2004  Stella Rossa
- 2005  Hemofarm Vršac
- 2006  Hemofarm Vršac

### Coppa di Serbia
- 2007  Hemofarm Vršac
- 2008  Hemofarm Vršac
- 2009  Hemofarm Vršac
- 2010  Hemofarm Vršac
- 2011  Partizan
- 2012  Hemofarm Vršac
- 2013  Partizan
- 2014  Radivoj Korać
- 2015  Vojvodina Novi Sad
- 2016  Stella Rossa
- 2017  Stella Rossa
- 2018  Partizan 1953
- 2019  Stella Rossa
- 2020 ŽKK Kraljevo
- 2021  Art Basket
- 2022  Stella Rossa
- 2023  Stella Rossa
- 2024  Mega Belgrado
- 2025  Stella Rossa[1]

## Vittorie per club
| Squadra            | Vittorie | Anni                                           |
| ------------------ | -------- | ---------------------------------------------- |
| Stella Rossa       | 8        | 2003, 2004, 2016, 2017, 2019, 2022, 2023, 2025 |
| Vršac              | 7        | 2005, 2006, 2007, 2008, 2009, 2010, 2012       |
| Partizan 1953      | 3        | 2011, 2013, 2018                               |
| Mega Belgrado      | 2        | 2021, 2024                                     |
| Vojvodina Novi Sad | 1        | 2015                                           |
| Radivoj Korać      | 1        | 2014                                           |
| Kraljevo           | 1        | 2020                                           |